# Electronic News Gathering

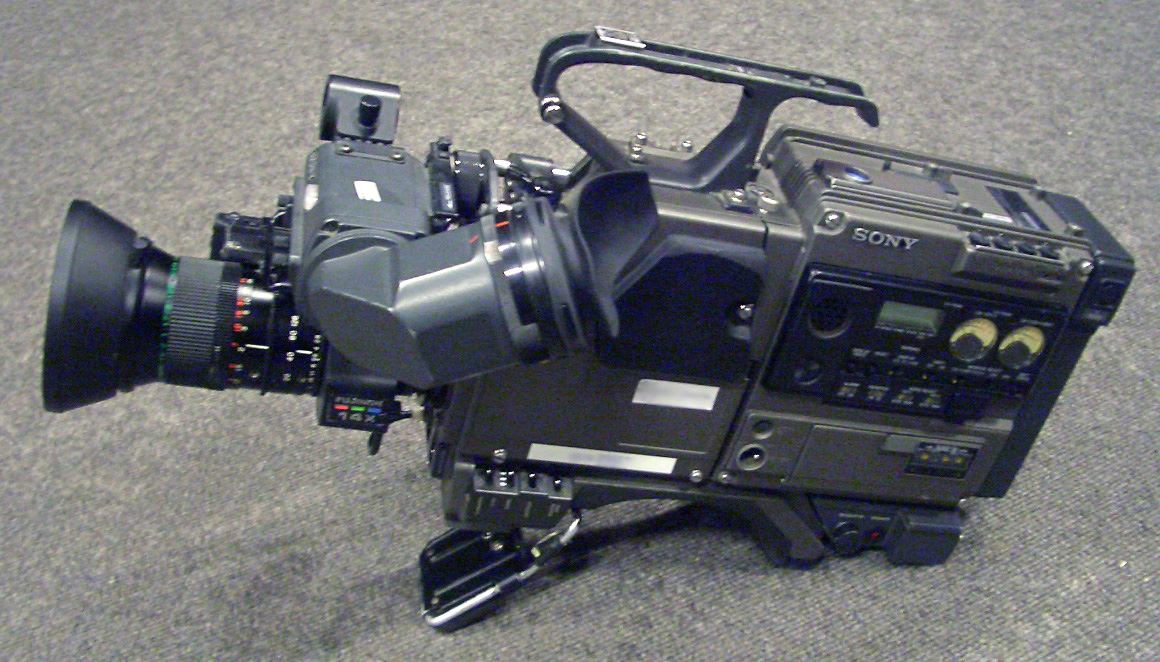
Una telecamera in configurazione ENG, accoppiata a un videoregistratore betacam SP Sony BVW-5.

Con Electronic News Gathering (ENG) si indicano comunemente le riprese televisive eseguite in esterni, con una troupe ridotta e un'attrezzatura portatile. Per quanto il termine sia di utilizzo prettamente giornalistico, è prassi comune indicare come ENG tutte le riprese eseguite in esterni con una singola telecamera, a scopo, per esempio, documentaristico o di supporto a produzioni più ampie. In alcuni casi, nei "live" sportivi o negli avvenimenti di pubblico interesse si opta con la dicitura EFP Electronic Field Production.

## Storia
Il termine Electronic dell'acronimo indica l'impiego di attrezzature di tipo elettronico per la produzione televisiva.
Fino a buona parte degli anni settanta, infatti, non esistevano videoregistratori utilizzabili sul campo, a parte qualche modello a bobina aperta di costo elevato.
L'attività giornalistica era quindi svolta con cineprese 16mm, di solito usando pellicola invertibile del tipo con banda magnetica per la registrazione contemporanea dell'audio.
Una certa diffusione di troupe ENG si è avuto con l'avvento della versione portatile del sistema U-matic e, finalmente, all'inizio degli anni 80, con la diffusione sempre maggiore del Betacam.
In tempi recenti, a partire da circa il 1996, una buona parte di questo tipo di produzioni viene svolto con attrezzature in formato Digital Video (DV).
Inoltre, acquistano quote importanti anche le riprese fatte su supporti a disco, come il Sony XDCAM che utilizza un disco Blu-ray e il Panasonic P2 che registra su una matrice di schede di memoria a stato solido.
La produzione cinematografica continua in ogni caso per produzioni di nicchia, quali interviste a personalità di spicco o riprese in condizioni ambientali particolari.

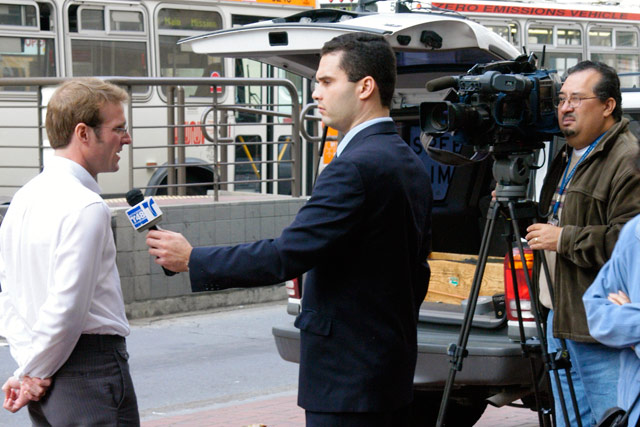
Una troupe ENG durante un'intervista.

## Composizione della troupe ENG
Per quanto riguarda la composizione tipica delle troupe ENG, questa varia in base al budget che viene predisposto dalla produzione del programma o della stessa rete televisiva che commissiona il lavoro.
Il personale che si vede sul campo, quando la troupe è composta in modo ideale è formato da:
- Operatore di ripresa
- Specializzato di ripresa
- Fonico

L'operatore di ripresa opera la camera ed eventualmente si occupa del posizionamento delle luci e delle varie gelatine o frost su di esse, un po' come quello che fa un direttore della fotografia anche se quest'ultimo è supportato nel suo lavoro da numerose altre figure. Inoltre è sempre l'operatore a posizionare la camera, scegliere l'inquadratura insieme al giornalista o regista, e settarne diaframma, temperatura colore e i vari altri parametri.
Lo specializzato di ripresa, che altro non è che l'assistente dell'operatore, si occupa di aiutare negli spostamenti e nel montaggio dell'attrezzatura, solitamente è questo che prepara l'attrezzatura prima di uscire in troupe, aiuta a montare stativi, luci, distribuisce prolunghe e ciabatte per la corrente che è necessaria all'utilizzo di eventuali monitor o delle luci stesse.
Il fonico invece, quando questo è presente, si muove utilizzando un mixer portatile, un boom e due collarini o un gelato. Oppure i quattro insieme. È lui l'unico responsabile dell'audio di tutta la ripresa ed è anche l'unica altra figura, solitamente oltre al regista a poter dare lo stop.
Spesso, purtroppo e soprattutto in Italia, le troupe sono composte da due sole figure, l'operatore di ripresa ed il fonico che si occupa di coprire anche il ruolo dello specializzato.
Di solito l'attrezzatura tipica di una troupe ENG prevede:
- camcorder
- cavalletto con piastra
- batterie per camera e microfoni
- microfoni, di solito di tipo senza fili, sia gelati radio che collarini
- una piccola dotazioni di luci, di solito composta da tre quarzi di varia potenza, stativi, gelatine e frost, supporti vari, prolunghe, riduzioni, prese, ciabatte e altri accessori elettrici.

Il tutto è agevolmente trasportabile.
Completano la troupe uno o più giornalisti. Eventualmente è presente direttamente un regista.
La troupe si sposta solitamente con dei furgoni riportanti il logo dell'emittente televisiva. Nel vano posteriore di questi è allestita una piccola regia video, dalla quale i tecnici gestisono i flussi audio e video per trasmettere l'evento in diretta LIVE, o per montare i contenuti durante il viaggio di ritorno e consegnarli alla regia centrale pronti per l'utilizzo nelle trasmissioni.